# 羅伯特·穆加貝
羅伯特·加布里埃爾·穆加貝（英語：Robert Gabriel Mugabe；紹納語：[muɡaɓe]；1924年2月21日—2019年9月6日），津巴布韋政治人物。第2任辛巴威總統、執政黨辛巴威非洲民族聯盟－愛國陣線第一書記，是位極具爭議性的人物，既因领导国家独立而赢得赞颂，又因滥权、腐败、治下的严重通胀而备受批评。穆加贝自1980年出任辛巴威總理起長期獨裁統治至93歲高齡，因政變被迫辭職時（2017年11月21日）是當時世界上最年長的國家元首（93岁273天）。2016年11月2日，非政府组织「无国界记者」把穆加贝列入“新闻自由掠夺者”名单。

## 生平

### 早年生活

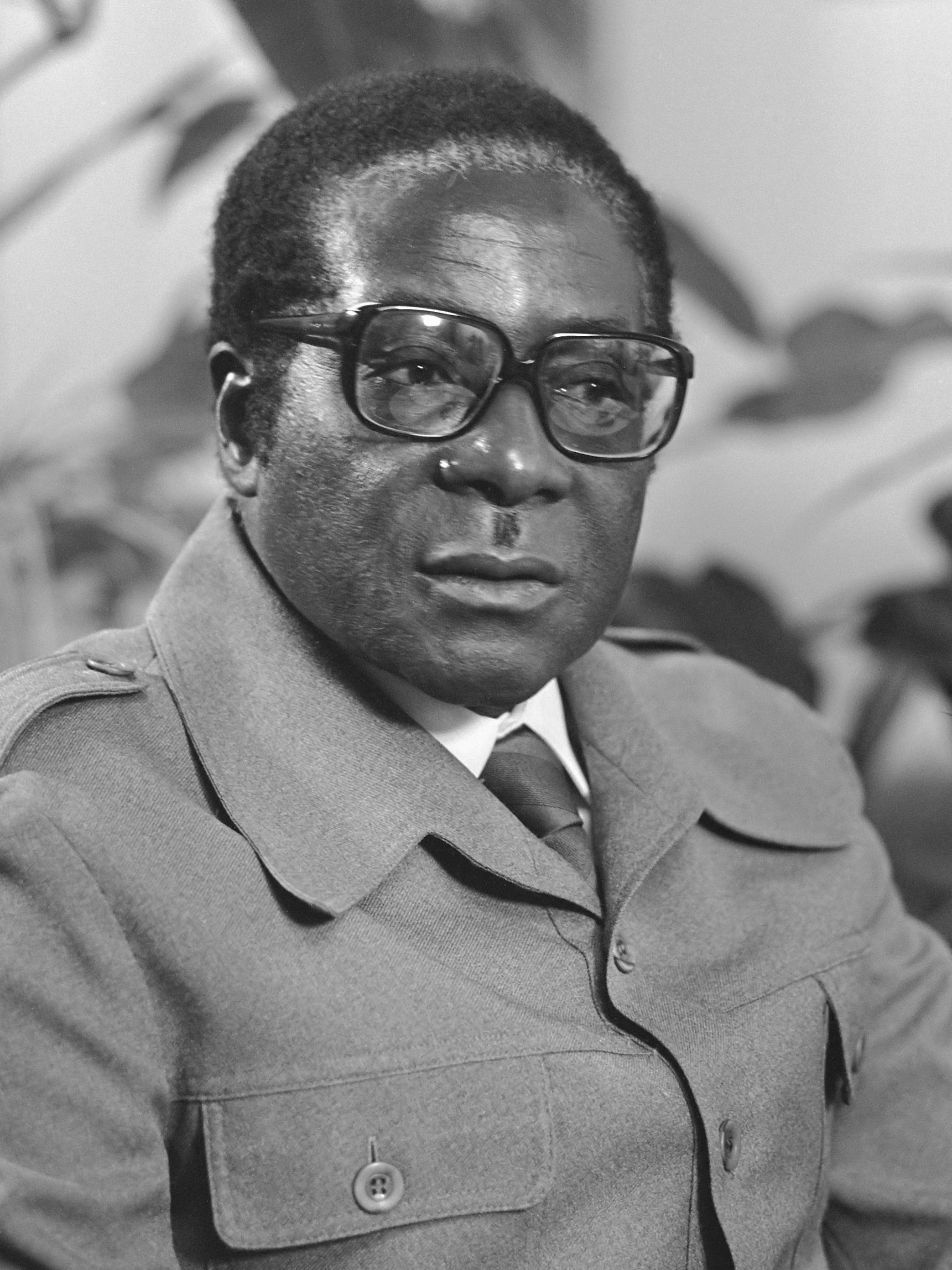
1979年的穆加貝

穆加貝于1924年2月21日出生于罗德西亚（津巴布韦旧称）索尔兹伯里市（现首都哈拉雷旧称）北方小镇库塔玛。穆加貝出身于普通农民的天主教家庭。
1949年，穆加貝前往南非福特海尔大学攻读歷史和英國文學，并受到马克思主义的影响，决定投身独立事业。福特海尔大学当时是南非唯一招收黑人学生的高等学府，培养出一代黑人菁英，包括已故南非民权领袖曼德拉，两人成为非洲民族解放运动的「双子星」。1957年，加纳成为第一个英国在非洲殖民地首个获得独立的国家后，许多非洲青年慕名而来，穆加貝也到加纳任职教师。在擔任教师期间，穆加貝认识了第一任妻子萨丽·穆加贝，两人很快便结了婚。期间，穆加贝和担任秘书，年纪小他41岁的格雷丝發生婚外情。萨丽·穆加贝于1992年1月27日辞世。1996年，穆加贝迎娶格雷丝為第二任妻子。

### 独立抗争
1960年代，穆加貝回到津巴布韦，加入津巴布韦人民联盟。之后，穆加貝与该组织因理念有别，穆加貝创立了津巴布韦民族聯盟，双方也隨着爆发内战。穆加貝作為津巴布韋非洲民族聯盟領袖，也多次领导民众反对英国殖民的统治。1963年，穆加貝遭到殖民当局逮捕，被囚禁了11年，随后被驱逐出境。1974年出狱后，穆加貝前往莫桑比克，继续进行独立斗争。
1976年，津巴布韦非洲民族联盟与津巴布韦非洲人民联盟进行和平谈判，双方同意合并组成现今的执政党一一津巴布韦非洲民族联盟-爱国阵线（简称民盟）。

### 1979年兰开斯特府协议
南非总统沃斯特认为，一个白人人口只有黑人的1⁄22的国家里白人不可能一直掌权。1979年在卢萨卡召开的英联邦政府首脑会议上，英国首相撒切尔出乎与会者意料地声明说，如果津巴布韦能建立民主多数统治，她将承认该国之独立。彼得·卡灵顿男爵主持召开的独立协商在英国伦敦圣詹姆斯街上的兰开斯特府举行，穆加贝拒不参加此次会议，坚持通过军事手段解决独立问题。但莫桑比克总统萨莫拉·马歇尔威胁，若穆加贝不参与会谈就撤走对民盟的支持。

### 治国生涯
从此，津巴布韦的农业、旅游业和采矿业一落千丈，经济逐渐濒于崩溃。从2000年到2009年，津巴布韦央行由于经济危机开始疯狂印钞，津巴布韦的通货膨胀达到史上最高的79,600,00,00%，单张纸币也达到突破性高达的100万亿元面值，更出现1000亿元只买得到3个鸡蛋的现状，此后开始长达10年的恶性通胀。津巴布韦因此被逼放弃本国货币，而改由外币交易。截至2019年，津巴布韦国内流通九种外国货币。
在1980年代，約2萬恩德貝萊人遭到穆加比手下的「第五旅」屠殺。
1987年實行總統制後轉任總統。1980、1985年兩度當選總理，之後在1990年、1996年、2002年、2008年及2013年五度當選總統。穆加貝在位期间，一手掌握媒体、军事与财政大权，使用铁腕统治打压异议分子等行为，也深陷贪腐与滥权的指控。
2008年津巴布韋總統選舉，穆加貝在第一輪投票所得的票數不及反對派候選人摩根·茨万吉拉伊多，由於茨氏的得票率未達半數，因此於6月27日次輪選舉，最後隨著對手在受到威脅下被迫退選，穆加貝以大比數勝出。隨後穆加贝任命茨万吉拉伊為總理，自穆加贝轉任總統後，總理一職已經被廢除，這次任命顯示穆加貝願意向反對黨分享部分權力。2013年5月22日，他签署了宪法第二十号修正案的即新宪法草案，成为该国自1980年独立以来的第二部宪法。新宪法削减了总统的权力，规定总统一职不得超过两届，每届任期五年。但该宪法不具备追溯效力，因此當年89岁的他可以在已经执政33年后继续参选总统，并且最多再担任10年总统直至他99岁。

### 外交
穆加貝在位期間與中華人民共和國關係密切，訪華時曾與党和国家领导人邓小平、胡耀邦、赵紫阳、江泽民、胡锦涛、习近平見面。
穆加贝与马来西亚前首相馬哈地·穆罕默德关系密切。

## 下台
2017年11月6日，年屆93歲、在位已久的穆加貝突然辭退第一副總統埃默森·姆南加古瓦，被指是為第一夫人格蕾絲·穆加貝鋪路，讓她接任為下屆總統，引起軍方不滿。姆南加古瓦之後流亡海外，更聲言會回國反擊。陸軍總司令奇文加和90名高級將領於13日會見傳媒時，強調軍方已準備好介入，揚言「最近針對開明背景執政黨元老的清洗行動必須停止」。 
這是穆加貝和軍方首次出現裂痕。執政黨辛巴威非洲民族聯盟—愛國陣線（ZANU-PF）則發表聲明，斥責奇文加的「行為等同叛國」，指他處心積慮干擾國家和平穩定，故意引發叛亂。2017年11月14日至15日，津巴布韋軍隊進入首都哈拉雷，扣押了穆加貝和他的家人，但軍方和津巴布韋執政黨否認國家發生政變。
11月19日，執政黨褫奪穆加貝的黨魁之位，並揚言如果當地時間週一中午前仍不辭職，將會啟動彈劾程序。彈劾預料會獲得通過，屆時穆加貝或需要流亡海外。11月21日，國會開始彈劾程序後不久，穆加貝決定即時辭職，國會議長向議員讀出他的辭職信，結束其37年的統治，會中隨即響起歡呼聲，首都街上也有人群慶祝。穆加貝在信中表示他是自願辭職，以照顧人民福祉，及保證權力可以平穩非暴力地過渡，信中無指定接任人。執政黨表示48小時內，黨魁姆南加古瓦將會接任。

## 逝世
2019年4月起，穆加贝一直在新加坡一家医院接受治疗。同年9月6日，罗伯特·穆加贝在新加坡的医院里病逝，享年95岁。当天津巴布韦政府追授穆加贝“国家英雄”称号。穆加贝的国葬仪式于当地时间9月14日在津巴布韦首都哈拉雷的国家体育馆内举行，之后穆加贝将被安葬在哈拉雷国家英雄墓的一座专属陵墓中，但由于陵墓尚未完工，穆加贝不会被立即下葬。 2019年9月26日，辛巴威信息部長尼克·曼格瓦納（Nick Mangwana）突然宣布政府取消了修建陵墓的方案，並表示穆加貝最終將被埋葬在他的家鄉茲溫巴區（Zvimba）庫塔瑪村（Kutama）的農莊內，而不再是國家英雄公墓的陵墓，以“尊重死者家屬的意願”。安葬典禮於9月28日在穆加比家族的農莊庭院中舉行。

## 争议事件
2015年穆加贝获第六届孔子和平獎。获奖理由：“鉴于罗伯特·加布里埃尔·穆加贝先生自20世纪80年代担任津巴布韦总统以来，克服重重困难，始终致力于构建国家政治经济秩序，造福津巴布韦人民，并大力支持泛非主义和非洲独立，为复兴古老而璀璨的非洲文明做出了卓越的贡献；尤其是他在2015年2月担任非洲联盟主席迄今，以91岁高龄往返奔波于世界各地，积极推动非洲和平事业，为21世纪人类和平历史进程注入了史诗般的活力。特此授予2015年第六届孔子和平奖。”然而，穆加贝得知此獎項與中國官方無關後拒绝领奖，认为是炒作名声，并透过发言人斥“孔子和平奖”公信力存疑。

## 关联条目
- 穆加贝家族（英语：Mugabe family）
- 穆加贝女儿保镖在香港涉嫌打人事件
- 2017年津巴布韦政变
- 津巴布韦总统
- 津巴布韦总理
- 安岳江号事件
- 蓝顶大宅